# Bo Svenson
Bo Svenson (n. 13 februarie 1941, Göteborg, Suedia) este un scriitor, actor și producător americano-suedez.

## Filmografie

### Actor
- 1973 Maurie, regia Daniel Mann : Jack Twyman
- 1974 The Great Waldo Pepper, regia George Roy Hill : Axel Olsson
- 1975 Sfârșitul legendei (Walking Tall Part 2), regia Earl Bellamy : Buford Pusser
- 1975 Breaking Point, regia Bob Clark : Michael McBain
- 1975 Special Delivery, regia Paul Wendkos : Jack Murdock
- 1977 Fiul șeicului (The Son of the Sheik), regia Bruno Corbucci : Hamilton Burger
- 1977 Șeriful din Tennessee (partea a III-a) (Walking Tall: Final Chapter), regia Jack Starrett : Buford Pusser
- 1978 Acel blestemat tren blindat (Quel maledetto treno blindato), regia Enzo G. Castellari : Lt. Robert Yeage
- 1979 Portrait of a Hitman, regia Allan A. Buckantz : Dr. Bob Michaels
- 1979 North Dallas Forty, regia Ted Kotcheff : Jo Bob Priddy
- 1980 Sverige åt svenskarna, regia Per Oscarsson : The lad
- 1980 Virus, regia Kinji Fukasaku : Major Carter
- 1982 Night Warning, regia William Asher : Detective Joe Carlson
- 1983 Thunder Warrior, regia Fabrizio De Angelis : Sheriff Bill Cook
- 1984 Deadly Impact, regia Fabrizio De Angelis : George Ryan
- 1984 The Manhunt : Sheriff (serial TV)
- 1985 Wizards of the Lost Kingdom, regia Héctor Olivera : Kor
- 1986 The Delta Force, regia Menahem Golan : Capt. Campbell
- 1986 On Dangerous Ground, regia Charles Bail : Capt. Oliver Parkside
- 1986 Armour of God : Monk
- 1986 Sergentul Highway (Heartbreak Ridge), regia Clint Eastwood : Roy Jennings, proprietarul barului Palace
- 1987 Maniac Killer, regia Andrea Bianchi : Count Silvano
- 1987 Movie in Action, regia Teddy Page : The Director
- 1987 Thunder Warrior II, regia Fabrizio De Angelis : Sheriff Roger
- 1987 Double Target : Colonel Galckin
- 1987 White Phantom, regia Dusty Nelson : The Colonel
- 1987 Brothers in Blood : Steven Elliott Logan/Steel
- 1988 Andy Colby's Incredible Adventure : Kor The Conqueror
- 1988 Delta Force Commando, regia Pierluigi Ciriaci : Col. Keitel
- 1988 Deep Space, regia Fred Olen Ray : Capt. Robertson
- 1988 Primal Rage, regia Vittorio Rambaldi : Ethridge
- 1989 Soda Cracker : Ivan Moss
- 1989 The Bite : The Sheriff
- 1989 Beyond the Door III Profesor Andromolek
- 1990 Tides of War : SS Colonel
- 1990 Laser Mission : Colonel
- 1991 Critical Action : Ex-con
- 1991 Steele's Law : Sheriff Barnes
- 1992 Three Days to a Kill : Rick
- 1994 Savage Land : Jeb
- 1995 Private Obsession : Sam Weston
- 1995 Steel Frontier ; Roy Ackett
- 1996 Cheyenne, regia Dimitri Logothetis : Capt. Starrett
- 1997 Speed 2: Cruise Control : Captain Pollard
- 1998 Yukie, regia Hisako Matsui : Richard
- 2000 Crackerjack 3 : Jack Thorn
- 2001 Outlaw, regia Bo Svenson : Detective Maize
- 2004 Legacy : Purse Snatcher
- 2004 Kill Bill: Volumul 2 (Kill Bill: Volume 2), regia Quentin Tarantino : Reverend Harmony
- 2005 Hell to Pay
- 2006 Raising Jeffrey Dahmer
- 2008 I Am Somebody: No Chance in Hell (Chinaman's Chance)
- 2009 Ticăloși fără glorie (Inglourious Basterds), regia Quentin Tarantino
- 2010 Angry
- 2010 Cele șapte aventuri ale lui Sinbad (The 7 Adventures of Sinbad), regia Adam Silver și Ben Hayflick
- 2010 Jersey Justice
- 2010 Icarus, regia Dolph Lundgren
- 2014 The Dependables, regia Sidney J. Furie